# جایزه بزرگ سوئیس ۱۹۸۲
جایزه بزرگ سوئیس ۱۹۸۲ (انگلیسی: ‎1982 Swiss Grand Prix‎) یک مسابقهٔ موتوری در رشتهٔ اتومبیل‌رانی فرمول یک بود که در تاریخ ۲۹ اوت ۱۹۸۲ در دیژان-پرنوا واقع در دیژون، فرانسه برگزار شد. این گراند پری در میان ۱۶ گراند پری در فصل ۱۹۸۲، مسابقهٔ شمارهٔ ۱۴ بود.
در این مسابقه که در ۸۰ دور و به مسافت ۳۰۴٫۰۸ کیلومتر (۱۸۸٫۹۴۷ مایل) برگزار شد، پول پوزیشن توسط آلن پروست کسب شد و سریع‌ترین زمان برای طی یک دور پیست که برابر با ۱:۰۷٫۴۷۷ بود نیز توسط آلن پروست به ثبت رسید.
ککه روسبرگ از تیم ویلیامز-فورد، آلن پروست از تیم رنو و نیکی لائودا از تیم مک‌لارن-فورد به‌ترتیب مقام‌های اول تا سوم مسابقه را کسب کردند.

## رده‌بندی قهرمانی پس از مسابقه
|       | جایگاه | راننده      | امتیاز |
| ----- | ------ | ----------- | ------ |
| ۱     | ۱      | ککه روسبرگ  | ۴۲     |
| ۱     | ۲      | دیدیه پرونی | ۳۹     |
| ۲     | ۳      | آلن پروست   | ۳۱     |
| ۱     | ۴      | جان واتسون  | ۳۰     |
| ۱     | ۵      | نیکی لائودا | ۳۰     |
| منبع: |        |             |        |

| جایگاه | سازنده       | امتیاز |
| ------ | ------------ | ------ |
| ۱      | فراری        | ۶۴     |
| ۲      | مک‌لارن-فورد  | ۶۰     |
| ۳      | ویلیامز-فورد | ۵۵     |
| ۴      | رنو          | ۵۰     |
| ۵      | لوتوس-فورد   | ۳۰     |
| منبع:  |              |        |

یادداشت
- تنها پنج جایگاه نخست از هر رده‌بندی نمایش داده شده است.